# Ferrari 212 Export
De Ferrari 212 Export is een racewagen van het Italiaanse automerk Ferrari.
Het was de opvolger van de Ferrari 195 S, en was gemaakt voor op het circuit, terwijl de Ferrari 212 Inter gemaakt was voor het gebruik op de weg.
De 212 Export had een kortere wielbasis (2250 mm) dan de weggeoriënteerde 212 Inter.